# Atletik under sommer-OL 2024 - 4×100 meter stafetløb (herrer)
Mændenes 4x100 meter stafet ved sommer-OL 2024 blev afholdt i to runder på Stade de France i Paris, Frankrig, den 8. og 9. august 2024. Det var 26. gang, at mændenes 4x100 meter stafet blev konkurreret i sommer-OL. I alt 16 hold var i stand til at kvalificere sig til stævnet.

## Resultater

### Indledende heats
De indledende heats blev afholdt den 8. august med start kl. 11:35 (UTC+2) om morgenen.

#### Heat 1
| Rangering | Bane | Nation         | Udøvere                                                                 | Tid   | Noter |       |
| --------- | ---- | -------------- | ----------------------------------------------------------------------- | ----- | ----- | ----- |
| 1         | 6    | USA            | Christian Coleman, Fred Kerley, Kyree King, Courtney Lindsey            | 0.122 | 37.47 | Q     |
| 2         | 4    | Sydafrika      | Bayanda Walaza, Shaun Maswanganyi, Bradley Nkoana, Akani Simbine        | 0.155 | 37.94 | Q, SB |
| 3         | 5    | Storbritannien | Jeremiah Azu, Louie Hinchliffe, Richard Kilty, Nethaneel Mitchell-Blake | 0.133 | 38.04 | Q, SB |
| 4         | 7    | Japan          | Abdul Hakim Sani Brown, Hiroki Yanagita, Yoshihide Kiryu, Koki Ueyama   | 0.141 | 38.06 | q, SB |
| 5         | 8    | Italien        | Matteo Melluzzo, Marcell Jacobs, Fausto Desalu, Filippo Tortu           | 0.144 | 38.07 | q     |
| 6         | 9    | Australien     | Lachlan Kennedy, Jacob Despard, Calab Law, Joshua Azzopardi             | 0.156 | 38.12 | AR    |
| 7         | 2    | Nigeria        | Favour Ashe, Kayinsola Ajayi, Alaba Akintola, Usheoritse Itsekiri       | 0.169 | 38.20 |       |
| 8         | 3    | Holland        | Onyema Adigida, Taymir Burnet, Nsikak Ekpo, Elvis Afrifa                | 0.157 | 38.48 |       |

#### Heat 2
| Rangering | Bane | Nation    | Udøvere                                                                    | Reaktion | Tid   | Noter   |
| --------- | ---- | --------- | -------------------------------------------------------------------------- | -------- | ----- | ------- |
| 1         | 5    | Kina      | Deng Zhijian, Xie Zhenye, Yan Haibin, Chen Jiapeng                         | 0.139    | 38.24 | Q       |
| 2         | 7    | Frankrig  | Méba-Mickaël Zeze, Jeff Erius, Ryan Zeze, Pablo Matéo                      | 0.157    | 38.34 | Q       |
| 3         | 6    | Canada    | Aaron Brown, Jerome Blake, Brendon Rodney, Andre De Grasse                 | 0.174    | 38.39 | Q       |
| 4         | 8    | Jamaica   | Ackeem Blake, Jelani Walker, Jehlani Gordon, Kishane Thompson              | 0.155    | 38.45 | SB      |
| 5         | 9    | Tyskland  | Kevin Kranz, Owen Ansah, Yannick Wolf, Lucas Ansah-Peprah                  | 0.151    | 38.53 |         |
| 6         | 3    | Brasilien | Gabriel Garcia, Felipe Bardi, Erik Cardoso, Renan Correa                   | 0.159    | 38.73 |         |
| 7         | 2    | Liberia   | Jabez Reeves, Emmanuel Matadi, John Sherman, Joseph Fahnbulleh             | 0.151    | 38.97 |         |
|           | 4    | Ghana     | Abdul-Rasheed Saminu, Benjamin Azamati, Ibrahim Fuseini, Joseph Paul Amoah | 0.214    | DQ    | TR 24.7 |

### Finale
Finalen blev afholdt den 9. august med start kl. 19:45 (UTC+2) om aftenen.
| Rangering                        | Bane | Nation         | Udøvere                                                                  | Reaktion | Tid   | Noter           |
| -------------------------------- | ---- | -------------- | ------------------------------------------------------------------------ | -------- | ----- | --------------- |
| 1                                | 9    | Canada         | Aaron Brown, Jerome Blake, Brendon Rodney, Andre De Grasse               | 0.155    | 37.50 | SB, L, TR17.3.3 |
| 2. plads, sølvmedaljemodtager(e) | 7    | Sydafrika      | Bayanda Walaza, Shaun Maswanganyi, Bradley Nkoana, Akani Simbine         | 0.153    | 37.57 | AR              |
| 3                                | 4    | Storbritannien | Jeremiah Azu, Louie Hinchliffe, Nethaneel Mitchell-Blake, Zharnel Hughes | 0.162    | 37.61 | SB              |
| 4                                | 2    | Italien        | Matteo Melluzzo, Marcell Jacobs, Lorenzo Patta, Filippo Tortu            | 0.142    | 37.68 | SB              |
| 5                                | 3    | Japan          | Ryuichiro Sakai, Abdul Hakim Sani Brown, Yoshihide Kiryū, Koki Ueyama    | 0.130    | 37.78 | SB              |
| 6                                | 6    | Frankrig       | Méba-Mickaël Zeze, Jeff Erius, Ryan Zeze, Pablo Matéo                    | 0.153    | 37.81 | SB              |
| 7                                | 8    | Kina           | Deng Zhijian, Xie Zhenye, Yan Haibin, Chen Jiapeng                       | 0.160    | 38.06 | SB              |
| -                                | 5    | USA            | Christian Coleman, Kenny Bednarek, Kyree King, Fred Kerley               | 0.138    | DQ    | TR 24.7         |